# Myrmotherula klagesi
Myrmotherula klagesi là một loài chim trong họ Thamnophilidae.